# Absztinencia
Az absztinencia önkéntes tartózkodás valamiféle vágy vagy testi cselekvés kielégítésétől, melyek testi élvezetet okoznak. A kifejezés leggyakrabban közösülés, alkohol vagy táplálkozás terén használatos; vallási tilalom vagy gyakorlatias megfontolás miatt lép fel.

## Absztinencia a vallásban
Vallási kontextusban az absztinencia betartásával a hívő felülemelkedik az élet általános vágyain azzal, hogy a lemondást választja.
A zsidók számára a jom kippur, az engesztelés napja, huszonöt órás teljes absztinenciával jár. A muszlimok a Ramadán idején egy hónapon át napkeltétől napnyugtáig böjtölnek. Mindkét felekezet hívei a megszokott étrendjük szerint is tartózkodnak a disznóhús fogyasztásától. Több vallásban (pl. keresztény, iszlám) is tiltott a házassági előtti szex. A katolikus és ortodox keresztények az Eucharisztia vétele (szentáldozás) előtti órában nem vesznek magukhoz sem ételt, sem italt, valamint tartózkodnak a húsfogyasztástól Hamvazószerdán, a nagyböjti idő péntekjein és Karácsony napján. Hamvazószerdán és Nagypénteken ezen felül csak háromszor vehetnek ételt vagy italt magukhoz és csak egyszer lakhatnak jól. Sok hagyománytisztelő katolikus az év minden péntekén böjtöl. Protestánsok esetében az alkoholtól és dohánytól való tartózkodás jellemző. A mormon vallás bizonyos ételek és italok fogyasztását tiltja a spirituális fegyelem és az egészség összefüggése miatt. A mormonok havonta egy napot böjtölnek, mind spirituális, mind jótékonysági okokból (az így megtakarított pénzzel a rászorulókat támogatják). A Hetednapi Adventista Egyház hívői számára az alkoholfogyasztás, dohányzás, kábítószerek tiltottak és csak tiszta húsok engedélyezettek a Leviták könyve előírásai szerint.
Indiában a buddhisták, dzsainok és hinduk tartózkodnak mindenféle hús fogyasztásától egyrészt egészségi okokból, másrészt a minden élőlény tiszteletének elve miatt. A tehenek húsának fogyasztásától való tartózkodás a hinduk jellegzetessége.

## Típusai

### Táplálkozás
- Tartózkodás bizonyos ételektől, italoktól vagy mindkettőtől.
- Koplalás, amely lehet teljes vagy részleges, attól függően, hogy milyen típusú táplálékra vonatkozik, illetve hogy rövidebb vagy hosszabb időtartamú. A részleges koplalás típusa például, ha valaki nem eszik húst; a teljes koplalás pedig mindenféle ételtől és italtól való tartózkodás, a vizet kivéve.

Lásd még: Böjt
A vegetarianizmus az a táplálkozási gyakorlat, amely során mindenféle állatok (négylábúak, halak, madarak és ízeltlábúak) húsát elveti az ember étrendjéből. Több típus is létezik ezen belül, néhány típus kizárja a tojást és / vagy minden állati eredetű táplálékot, mint akár a tejtermékek vagy a méz.
Lásd még: Veganizmus

### Szex
A szexuális önmegtartóztatás annak gyakorlata, amikor valaki önként tartózkodik néhány vagy mindenféle típusú szexuális tevékenységtől. Ennek legáltalánosabb okai lehetnek:
- vallási vagy filozófiai okok
- fizikai okok (nem kívánt terhesség megelőzése vagy nemi betegségek elkerülése)
- pszichikai okok (depresszió, szociális fóbia vagy negatív tapasztalatok)

### Dohányzás
A dohányzásról való leszokás bármiféle szívott anyag, főként dohánytól való tartózkodás, melybe beletartozhat a marihuána és más hasonlók is.
Lásd még: A leszokás

### Alkohol

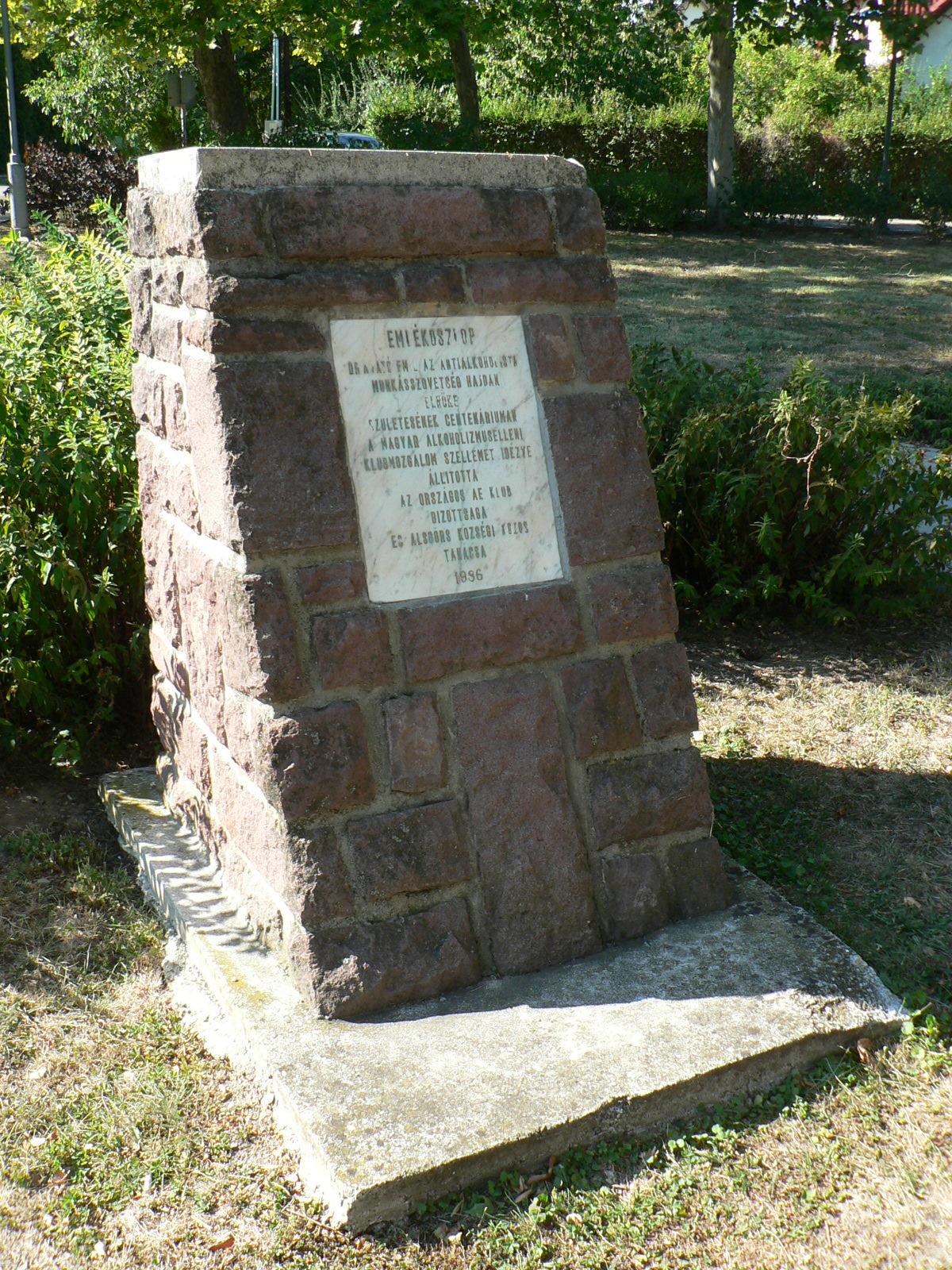
Antialkoholista tematikájú emlékoszlop a magyarországi Alsóörsön

Alkoholabsztinencia az alkoholos italok fogyasztásától való teljes tartózkodás. Ilyenkor csak olyan italok fogyasztása történik, mint a tea, kávé, víz, gyümölcslé, üdítőitalok. Az antialkoholizmusnak vallási, családi, filozófiai vagy társadalmi, vagy egyszerűen ízlésbeli okai is lehetnek.

### Egyéb élvezetek
Az élvezetektől, szabadidőtől való tartózkodásnak – részleges vagy teljes – oka lehet az ambiciózusság, a karrier vagy általánosságban egyéni szempontok). Azonban nem bizonyított, hogy az általános tartózkodás mindenféle élvezettől nagyobb eredményességgel is jár. A túl sok munka stressz okozója lehet, ami épp az ellenkezőjét váltja ki. Sőt, az ilyen önmegtartóztatás akár az egyén akaraterejét is felemésztheti az önmegtartóztatás végső céljának elérése előtt. A teljes önmegtartóztatás mindenféle élvezettől gyakorlatilag lehetetlen, ehelyett inkább egyénre alakított munka-élet egyensúly elérése szükséges.

## Fordítás
- Ez a szócikk részben vagy egészben  az   Abstinence című angol Wikipédia-szócikk fordításán alapul.  Az eredeti cikk szerkesztőit annak laptörténete sorolja fel. Ez a jelzés csupán a megfogalmazás eredetét és a szerzői jogokat jelzi, nem szolgál a cikkben szereplő információk forrásmegjelöléseként.